# АБА ол-стар меч 1968.
Прва утакмица Свих звезда Америчке кошаркашке асоцијације одиграна је 9. јануара 1968. у Хинкле филдхаусу у Индијанаполису, Индијана, пред 10.872 гледалаца. Џим Полард (Минесота маскиси) је водио тим Источне конференције, док је Бејб Макарти (Њу Орлеанс баканирси) тренирао Запад.
Мел Данијелс је помогао тиму Истока да дође до победе предводећи свој тим са 22 поена и 15 скокова, али је Лери Браун из пораженог тима Запада проглашен за МВП-а (најкориснијег играча). Џо Белмонт и Рон Фејризел су судили утакмицу.

## Утакмица свих звезда

### Састави тимова
Почетне поставе за АБА ол-стар утакмицу изабране су гласањем спортских новинара и коментатора. Селекција резервиста за источне и западне тимове вршена је гласањем међу тренерима клубова у дивизији, а ови нису могли да гласају за своје играче. До 1972. тренери су могли да бирају три бека, три нападача и једног центра, или два нападача и два центра. Од 1973. број заменика је смањен са седам на пет, након чега су клупски тренери почели да гласају за два дефанзивца, два нападача и једног центра. Уколико кошаркаш није могао да учествује на утакмици због повреде или болести, заменили би га други играчи, које су постављали изабраници источних и западних тимова, а на упражњена места готово увек стављали чланове својих екипа.
Према правилима АБА, тренери источног и западног тима именовани су из клубова који су били лидери у својим дивизијама на крају гласања, 25. децембра 1967, односно две недеље пре почетка самог сусрета. У сезони 1967-68, тадашњи лидери дивизије били су Минесота маскиси, који су предводили Исток у проценту победа у регуларној сезони (68,8%) са 22 победе и 10 пораза, и Њу Орлеанс баканирси (72,7%, 24 -9), па је источним тимом руководио Џим Полард, а западним Бејб Макарти..
Ова табела садржи комплетан списак тимова Истока и Запада за предстојећи меч.
| Поз.                                         | Играч           | Екипа               | Ута             |
| Стартна петорка                              | Стартна петорка | Стартна петорка     | Стартна петорка |
| -------------------------------------------- | --------------- | ------------------- | --------------- |
| Б                                            | Фреди Луис      | Индијана пејсерси   | 1               |
| Б                                            | Дони Фримен     | Минесота маскиси    | 1               |
| К                                            | Роџер Браун     | Индијана пејсерси   | 1               |
| К                                            | Кони Хокинс     | Питсбург пајперси   | 1               |
| Ц                                            | Мел Денијелс    | Минесота маскиси    | 1               |
| Замене                                       |                 |                     |                 |
| Б                                            | Лу Демпјер      | Кентаки колонелси   | 1               |
| Б                                            | Чико Вон        | Питсбург пајперси   | 1               |
| Б                                            | Дарел Керијер   | Кентаки колонелси   | 1               |
| К                                            | Тони Џексон     | Њу Џерзи американси | 1               |
| К                                            | Рендолф Махафи  | Кентаки колонелси   | 1               |
| К                                            | Лес Хантер      | Минесота маскиси    | 1               |
| Ц                                            | Боб Нетолики    | Индијана пејсерси   | 1               |
| Главни тренер: Џим Полард (Минесота маскиси) |                 |                     |                 |

| Поз.                                               | Играч           | Екипа                | Ута             |
| Стартна петорка                                    | Стартна петорка | Стартна петорка      | Стартна петорка |
| -------------------------------------------------- | --------------- | -------------------- | --------------- |
| Б                                                  | Лари Џонс       | Денвер рокетси       | 1               |
| Б                                                  | Леверн Тарт     | Оукланд оукси        | 1               |
| К                                                  | Клиф Хеган      | Далас чапарелси      | 1               |
| К                                                  | Даг Мо          | Њу Орлеанс баканирси | 1               |
| Ц                                                  | Ред Робинс      | Њу Орлеанс баканирси | 1               |
| Замене                                             |                 |                      |                 |
| Б                                                  | Лари Браун[b]   | Њу Орлеанс баканирси | 1               |
| Б                                                  | Боб Верга[a]    | Далас чапарелси      | 1               |
| Б                                                  | Џими Џонс       | Њу Орлеанс баканирси | 1               |
| К                                                  | Бен Ворли       | Анахајм амигоси      | 1               |
| К                                                  | Арт Бекер       | Хјустон маверикси    | 1               |
| К                                                  | Џон Бизли       | Далас чапарелси      | 1               |
| Ц                                                  | Девит Мењард    | Хјустон маверикси    | 1               |
| Ц                                                  | Лари Банс       | Анахајм амигоси      | 1               |
| Главни тренер: Бејб Макарти (Њу Орлеанс баканирси) |                 |                      |                 |

- a  Играчи који нису учествовали на утакмици због повреде.
- b  Играчи који су заменили повређене играче.
- c  Играчи који су утакмицу почели у стартној петорци, замењујући повређене.

### Западна дивизија
| Западна дивизија |                      |                     |                     |                     |                     |                     |                     |                     |                     |
| Играч            | Екипа                | МИН                 | УПТ                 | ПОК                 | УСБ                 | ПСБ                 | СКО                 | АСТ                 | УПТ                 |
| Даг Мо           | Њу Орлеанс баканирси | 29                  | 7                   | 13                  | 3                   | 5                   | 7                   | 5                   | 17                  |
| Лари Џонс        | Денвер рокетси       | 28                  | 6                   | 10                  | 2                   | 3                   | 13                  | 2                   | 14                  |
| Леверн Тарт      | Оукланд оукси        | 27                  | 4                   | 12                  | 5                   | 5                   | 3                   | 3                   | 13                  |
| Клиф Хаган       | Далас чапаралси      | 24                  | 4                   | 11                  | 2                   | 2                   | 0                   | 5                   | 10                  |
| Џон Бејзли       | Далас чапаралси      | 24                  | 4                   | 9                   | 1                   | 1                   | 4                   | 0                   | 9                   |
| Лари Браун       | Њу Орлеанс баканирси | 22                  | 7                   | 9                   | 1                   | 1                   | 3                   | 5                   | 17                  |
| Арт Бекер        | Хјустон маверикси    | 19                  | 5                   | 13                  | 1                   | 1                   | 5                   | 0                   | 11                  |
| Џими Џонс        | Њу Орлеанс баканирси | 19                  | 4                   | 9                   | 2                   | 4                   | 1                   | 3                   | 10                  |
| Ред Робинс       | Њу Орлеанс баканирси | 18                  | 2                   | 5                   | 0                   | 0                   | 4                   | 0                   | 4                   |
| Бен Варли        | Анахајм амигоси      | 17                  | 2                   | 7                   | 4                   | 4                   | 1                   | 3                   | 8                   |
| Лари Банц        | Анахајм амигоси      | 7                   | 1                   | 2                   | 1                   | 1                   | 0                   | 0                   | 3                   |
| Девит Мењард     | Хјустон маверикси    | 6                   | 2                   | 4                   | 0                   | 1                   | 2                   | 0                   | 4                   |
| Боб Верга        | Далас чапаралси      | служење војног рока | служење војног рока | служење војног рока | служење војног рока | служење војног рока | служење војног рока | служење војног рока | служење војног рока |
| Укупно           |                      | 240                 | 48                  | 104                 | 22                  | 28                  | 43                  | 26                  | 120                 |
| Тр. Бејб Мекарти | Њу Орлеанс баканирси |                     |                     |                     |                     |                     |                     |                     |                     |

МИН: минута. УПТ: Успешни поени са терена. ПОК: Покушани поени из поља. УСБ: Успешна слободна бацања. ПСБ: Покушана слободна бацања. СКО: скокови. АСТ: асист. УПТ: Укупно поена

### Источна дивизија
| Источна дивизија |                     |     |     |     |     |     |     |     |     |
| Играч            | Екипа               | МИН | УПТ | ПОК | УСБ | ПСБ | СКО | АСТ | УПТ |
| Мел Денијелс     | Минесота маскиси    | 29  | 9   | 18  | 4   | 11  | 15  | 0   | 22  |
| Лу Демпјер       | Кентаки колонелси   | 29  | 8   | 18  | 2   | 2   | 3   | 3   | 18  |
| Роџер Браун      | Индијана пејсерси   | 27  | 5   | 15  | 2   | 2   | 4   | 2   | 12  |
| Кони Хокинс      | Питсбург пајперси   | 26  | 3   | 6   | 1   | 3   | 9   | 2   | 7   |
| Дони Фримен      | Минесота маскиси    | 24  | 8   | 13  | 4   | 6   | 4   | 2   | 20  |
| Дерел Кериер     | Кентаки колонелси   | 21  | 3   | 10  | 2   | 2   | 2   | 1   | 8   |
| Лес Хантер       | Минесота маскиси    | 21  | 2   | 7   | 3   | 5   | 8   | 1   | 7   |
| Боб Нетолики     | Индијана пејсерси   | 19  | 4   | 8   | 4   | 4   | 11  | 1   | 12  |
| Фреди Луис       | Индијана пејсерси   | 18  | 3   | 9   | 0   | 0   | 0   | 3   | 6   |
| Тони Џексон      | Њу Џерзи американси | 12  | 2   | 6   | 0   | 0   | 2   | 1   | 4   |
| Ренди Махафи     | Кентаки колонелси   | 7   | 1   | 2   | 2   | 0   | 4   | 0   | 4   |
| Чико Вон         | Питсбург пајперси   | 4   | 2   | 2   | 0   | 0   | 0   | 0   | 6   |
| Укупно           |                     | 240 | 50  | 114 | 24  | 41  | 62  | 16  | 126 |
| Тр. Џим Полард   | Минесота маскиси    |     |     |     |     |     |     |     |     |

МИН: минута. УПТ: Успешни поени са терена. ПОК: Покушани поени из поља. УСБ: Успешна слободна бацања. ПСБ: Покушана слободна бацања. СКО: скокови. АСТ: асист. УПТ: Укупно поена
- Лери Браун, МВП
- Мел Денијелс, највише кошева (22)
- Боб Нетолики, трећи са скоковима (11)
- Кони Хокинс, четврти по скоковима (9)
- Даг Мо, највише асистенција (5)